# Adut
Adut je pri igrah s kartami najmočnejša ali ena izmed najmočnejših kart. Pri nekaterih igrah s kartami ni nujno da je adut as, lahko je katerakoli naključna karta.